# Chi Cam thảo dây
Chi Cam thảo dây hay chi Cườm thảo (danh pháp khoa học: Abrus) là một chi của 13-18 loài trong họ Đậu (Fabaceae) với loài được biết đến nhiều nhất là Abrus precatorius tức cam thảo dây. Hạt của các loài cây này được sử dụng làm chuỗi dây trang sức và có độc tính cao.

## Các loài
- Abrus aureus - Madagascar.
- Abrus baladensis - Somalia.
- Abrus bottae - Ả Rập Saudi và Yemen.
- Abrus canescens - châu Phi.
- Abrus diversifoliatus - Madagascar.
- Abrus fruticulosus (cườm thảo chồi, kê cố thảo) - Ấn Độ.
- Abrus gawenensis - Somalia.
- Abrus laevigatus - Nam Phi.
- Abrus longibracteatus (cườm thảo lá bắc dài) - Lào và Việt Nam.
- Abrus madagascariensis - Madagascar.
- Abrus mollis (cườm thảo mềm, mao tương tư tử).
- Abrus parvifolius - Madagascar.
- Abrus precatorius (cam thảo dây, dây chi chi) - Khắp vùng nhiệt đới.
- Abrus pulchellus - châu Phi.
- Abrus sambiranensis - Madagascar.
- Abrus schimperi - châu Phi.
- Abrus somalensis - Somalia.
- Abrus wittei - Zaire.